# Michael Johnson (ur. 1990)
Michael Johnson (ur. 8 lipca 1990) – kajmański piłkarz występujący na pozycji obrońcy. Zawodnik klubu Rocket City United.

## Kariera klubowa
Johnson karierę rozpoczynał w 2009 roku w zespole Future SC. W 2010 roku wyjechał do Stanów Zjednoczonych, by grać w tamtejszym Rocket City United z ligi National Premier Soccer League, stanowiącej czwarty poziom rozgrywek.

## Kariera reprezentacyjna
W reprezentacji Kajmanów Johnson zadebiutował w 2009 roku.